# Дичко Лаврентій Васильович
Лавре́нтій Васи́льович Дичко́ (1880 , Сянок, Королівство Галичини та Володимирії, Австро-Угорщина  — невідомо ) — український державний діяч. Депутат Верховної Ради УРСР першого скликання (1940—1947).

## Біографія
Народився 1880 року в бідняцькій родині в селі Костарівці, Сяніцький повіт, Королівство Галичини та Володимирії, Австро-Угорщина. Працював учнем столярної майстерні, столяром вагоноремонтного заводу в місті Будапешті (Австро-Угорщина). За революційну роботу був висланий у місто Моравська Острава (Чехія, Австро-Угорщина), де пробув до 1915 року. Потім повернувся до міста Стрия, де працював на місцевому паровозоремонтному заводі, кілька разів його звільняли за революційну діяльність.
У 1940 році — майстер, бригадир столярного цеху Стрийського паровозоремонтного заводу.
1940 року був обраний депутатом Верховної Ради УРСР першого скликання по Стрийському виборчому округу № 321 Дрогобицької області.
Станом на весну 1945 року — заступник голови з мобілізації робочої сили виконавчого комітету Стрийської міської ради Дрогобицької області.